# Culicoides glabellus
Culicoides glabellus är en tvåvingeart som beskrevs av Wirth och Blanton 1956. Culicoides glabellus ingår i släktet Culicoides och familjen svidknott. Inga underarter finns listade i Catalogue of Life.